# L'Indépendant Express
L'Indépendant Express est un hebdomadaire togolais publié de 2007 à 2021.

## Histoire
L'Indépendant Express est fondé en 2007 par Carlos Komlanvi Ketohou, journaliste également fondateur en 2005 de l'association Journalistes pour les droits de l'homme (JDHO), et traite en particulier de l'actualité politique.  
En décembre 2020, après avoir publié un article affirmant que deux ministres avaient volé des couverts en or au sein d'une institution financière, le directeur du média, Carlos Ketohou, est accusé de diffamation à l'égard du gouvernement ; il est interpellé de nuit par la police antigang et maintenu en détention quatre jours, soulevant les protestations d'organisations togolaises de journalistes et de la société civile ainsi que de Reporters sans frontières (RSF),,. L'Indépendant Express voit sa publication suspendue le 4 janvier 2021 par la Haute Autorité de l'audiovisuel et de la communication,.
Quelques jours plus tard, la suspension devient définitive, et le récépissé de parution du journal est retiré, par une décision du tribunal d'instance de Lomé. Cette décision est confirmée par la Cour suprême en mars de la même année ; RSF y voir une décision disproportionnée au regard des faits.
L'affaire est pendante depuis 2021 devant les tribunaux du Togo (Cour d'appel de Lomé) et devant la Cour de Justice de la CEDEAO qui a reçu la plainte de l'Indépendant Express contre la HAAC pour violations de ses droits. C'est le CACIT, le Collectif des Associations de lutte contre l'Impunité au Togo qui est chargé de l'affaire devant la CJ-CEDEAO.
Dans le cadre de l'enquête de presse « Projet Pegasus », Le Monde relate que Carlos Ketohou a été sélectionné en 2020 par l'État togolais pour être ciblé par le logiciel espion Pegasus.